# Al-Àixraf Khalil
Al-Màlik al-Àixraf Salah-ad-Din Khalil ibn Qalàwun —àrab: الملك الأشرف صلاح الدين خليل بن قلاوون, al-Malik al-Axraf Ṣalāḥ ad-Dīn Ḫalīl ibn Qalāwūn—, més conegut simplement com al-Àixraf Khalil, fou soldà del Caire d'origen bahrita o kiptxak (1290 - 1293).
Fou fill i successor de Qalàwun. El seu germà gran Al-Màlik al-Sàlih Salah-ad-Din Alí, hereu designat, va premorir el pare el 1288 i Khalil llavors va ocupar el seu lloc; va substituir al seu pare durant el setge de Trípoli del Líban (1289) i va succeir a Qalàwun quan va morir l'11 de novembre de 1290.
Com a visir va tenir a Ibn Salus, un comerciant sirià arrogant i mal vist pels emirs. El maig de 1291, amb un exèrcit de 200.000 homes va aconseguir la conquesta d'Acre, darrer bastió croat a Palestina després d'un setge de sis setmanes. Tot seguit Sayda (Saïda), Beirut, Athlith, Jubayl i Sur, les darreres fortaleses dels croats, es van rendir sense lluita. També el 1291 va nomenar naib a Baydara al que tenia molta consideració i li va donar en feu la fortalesa siriana d'al-Sunayba; però posteriorment Baydara fou humiliat diverses vegades pel sultà, especialment en una assemblea d'emirs, segurament a causa d'una campanya fracassada de Baydara contra els maronites libanesos de Kasrawan (1292). Alguns emirs com Karasunkur (que després es va passar als mongols) o el futur sultà Hussam-ad-Din Lajin, foren empresonats encara que alliberats al cap de poc. També el 1292 fou atacat el Regne Armeni de Cilícia i conquerida la important fortalesa de Kalat al-Rum (Rum Kalesi) a la vora de l'Eufrates.
El 1292 i 1293 el sultà va signar tractats amb Venècia i Aragó; el tractat amb Jaume el Just fou signat el 29 de gener de 1293 i renovava un anterior tractat signat amb Alfons III, i per aquestos tractats els catalans havien de lliurar armes als egipcis i obtenien facilitats comercials. També va tenir contactes amb emir turcmans d'Anatòlia en procés d'assolir la sobirania (Mentese, Karaman i Aydın). El 1293 el rei d'Armènia Hethum II va entregar a Egipte les fortaleses de Bahasna, Marash i Tall Hamdun que dominaven la ruta d'Alep; també en aquest temps es van sotmetre les tribus beduïnes que dominaven a la frontera entre il-kànides i mamelucs al desert de Síria.
El 13 de desembre de 1293 fou assassinat en una cacera al delta del Nil pel seu lloctinent Baydara al-Mansur i altres conspiradors. Baydara es va proclamar sultà però no va governar més que un parell de dies. No va poder ocupar la ciutadella del Caire, centre del poder polític i militar i va morir en els combats amb els partidaris de Khalil dirigits per l'ustadar (majordom) Husam al-Din. El germà de Khalil, al-Nasir Nasir al-Din Muhammad, de 8 anys, va ser proclamat sultà, sota regència del naib Al-Àdil Kitbughà que després va usurpar el tron el 1294.